# Intohimo
Intohimo är ett svenskt post-hardcore-band från Jönköping. Bandet spelade runtom i hela Sverige, Europa och USA med artister som Blindside, UnderOath, For the Fallen Dreams och Electric Callboy. Totalt har Intohimo släppt tre album och tre EP under sina nio år. Under våren 2013 meddelade man att man tänkte lägga ner och den sista spelningen genomfördes på Frizon i augusti samma år. 2025 återförenades bandet och annonserade en reunionspelning på Kollektivet Livet Bar & Scen i samband med High5 Festival i Stockholm.
Intohimo betyder passion på finska.

## Historia
2004 startades bandet av Johan Lindblom, Love Hempel, Joakim Bergquist, Jakob Sandgren och Simon Bohm. Strax efter starten anslöt även Jesper Sandberg.
Ett år efter att bandet börjat spela ihop hade de släppt två demos – "In the deepest of mind" och "PastPresentAndNeverAgain". Efter mycket spelande vann de en utmärkelse för "Bästa osignerade akt" på Manifestgalan 2006 och skrev sedan på för indiebolaget Pritty Dirty Promotions. Deras första album släpptes 2007 och fick namnet Failures, Failures, Failures & Hope. Under sommaren valde Love Hempel att lämna bandet och gjorde sitt sista framträdande på festivalen Frizon 2007. 

### Us; The Hollows
Efter albumdebuten turnerade Intohimo både inom Sverige och ute i Europa. Under hösten 2008 signades de av The Unit Music Company och fick bland annat hjälp av Simon Grenhed från Blindside. På våren 2009 var Intohimo förband till Underoath under deras första sverigebesök och de försläppte sitt nya album Us; The Hollows i samband med premiärspelningen i Göteborg. Några veckor senare släpptes skivan officiellt och nådde plats 15 på svenska billboard.
Under sommaren 2009 fortsatte Intohimos turnerande och de spelade bland annat på Flevo Festival i Holland. Under sommaren slutade gitarristen Jesper Sandberg och ersattes av Albin Blomqvist. På hösten 2009 lämnade även trummisen Simon Bohm.
Efter att ha tillsatt Joakim Möller som ny trummis släppte Intohimo en ny låt – "We can't see with our eyes open" – på sin Myspace-sida i början av 2010. Då offentliggjordes det också att bandet skulle ut på en sverigeturné som fick namnet "Light the torches tour". Turnén var annorlunda, då den innehöll flera akustiska spelningar i olika Carlings-butiker. Dessutom var de återigen förband åt Underoath på deras spelningar i Göteborg och Stockholm.
Under sommaren 2010 gjorde Intohimo flera framträdanden, bland annat på Siesta (där de även spelade 2006 och 2008), Peacedog Festival, Dreamhack och den tyska festivalen Rock without limits. Under hösten började bandet jobba på nytt material som skulle ha ett mer säreget sound och gjorde inga fler spelningar innan deras miniturné i mars 2011. Efter turnén fick bandet presentera sig för den amerikanska publiken, då de gjorde två gig på SXSW, Austin, i mars 2011.

### USA-turné
Den 28 augusti 2011 åkte bandet på sin första USA-turné. Tillsammans med det amerikanska bandet Write this Down agerade man förband åt Blindside på deras With Shivering Hearts Tour 2011. Under den månadslånga turnén gjorde Intohimo 17 spelningar, bland annat i Los Angeles, Chicago, Pittsburgh och Nashville.
Tidigt 2012 valde basisten och originalmedlemmen Jakob Sandgren att lämna bandet och strax därpå presenterades Christoffer "Poffe" Aronsson som ersättare. I maj var det dags för en ny Sverige- och europaturné, den här gången med det amerikanska bandet For the Fallen Dreams. Man besökte bland annat Göteborg, Prag och Wolfsburg. I samband med turnén släppte bandet en fyrspårig EP med namnet Winter Sun. Bandet hade då tagit en ny riktning i sitt sound och hade mer influenser från post rocken. Dessutom meddelade Intohimo via sin Facebook-sida att de direkt efter turnén skulle att ge sig in i studion för att spela in ett album som skulle släppas hösten 2012 under namnet Northern Lights.

### Slutet
Northern Lights möttes av blandad kritik, men spelningarna fortsatte trilla in för Intohimo som åter skulle bege sig ut på europaturné, denna turné skulle dock visa sig bli den sista. Tidigt 2013 valde nämligen sångaren Johan Lindblom att hoppa av bandet. Under turnén fick därför trummisen Joakim Möller agera sångare, medan "Poffe" satte sig bakom trummorna och en basist lånades in.
Efter en lyckad turné letade bandet efter en ny sångare, men valde istället att lägga ner efter nio år tillsammans. Bandet gick ut på sociala medier och tackade sina fans för stödet genom åren och passade dessutom på att annonsera sin avslutningsspelning. Den genomfördes på Frizon den 8 augusti 2013.

## Diskografi
- 2004 – In the deepest of my mind (demo)
- 2005 – PastPresentAndNeverAgain (demo)
- 2007 – Failures, Failures, Failures & Hope (Pritty Dirty Promotions)
- 2009 – Us; The Hollows (The Unit Music Company)
- 2012 – Winter Sun (Snapping Fingers Snapping Necks)
- 2012 – Northern Lights (Snapping Fingers Snapping Necks)

## Medlemmar
- Johan Lindblom – sång
- Joakim Bergqvist – gitarr, bakgrundssång
- Albin Blomqvist – gitarr, bakgrundssång
- Jakob Sandgren – bas
- Simon Bohm – trummor